# مارتن هوبنر
مارتن هوبنر (بالدنماركية: Martin Hübner)‏ هو اقتصادي دنماركي، ولد في 1723، وتوفي في 27 أبريل 1795.